# 要離短蜂介
要離短蜂介（学名：Mutilus yolii）为半花介科短蜂介屬下的一个种。